# Isabella Nagy
Isabella Nagy (* 1979 in Aiud, Rumänien) ist eine rumänisch-deutsche Schauspielerin.

## Leben
Isabella Nagy verbrachte ihre Kindheit bis zum siebten Lebensjahr in Cluj-Napoca und wuchs danach in Bergisch Gladbach auf. Nach dem Abitur studierte sie zunächst von 2000 bis 2006 Diplom-Pädagogik an der Universität zu Köln.
Von 2006 bis 2009 absolvierte sie ihre Schauspielausbildung an der Theaterakademie Köln. 2011 gastierte sie am Societaetstheater Dresden. Anschließend folgten Theaterengagements bei verschiedenen Bühnen in Nordrhein-Westfalen, u. a. am Kammerspielchen Wuppertal, am Arkadas Theater in Köln und beim Theater am Sachsenring in Köln. Zwischen 2013 und 2017 war sie bundesweit mit dem „Krimidinner“ auf Tournee.
Ab Herbst 2018 gastierte Nagy am Kleinen Theater Bad Godesberg als „anfangs verklemmte“ und „verschrobene“ Schwiegertochter Valérie, die sich „von der humorlosen Witzfigur zu einer attraktiven Frau und zukünftigen Mutter“ entwickelt, in der Komödie Frühstück bei Monsieur Henri des französischen Autors Ivan Calbérac. In derselben Komödie trat sie im Mai 2019 im Schlosstheater Neuwied bei der Landesbühne Rheinland-Pfalz und im Juni/Juli 2019 an der Komödie am Altstadtmarkt in Braunschweig auf. 2019 gastierte sie beim „Salon Freiraum“ in Köln in einer literarischen Lesung mit Texten von Federico García Lorca und spielte am Theater im Centrum Kassel eine der Hauptrollen in der Komödie Ist das Sex oder kann das weg.
In der Spielzeit 2019/20 war sie u. a. an der Seite von Lilo Wanders mit der Komödie Ein Käfig voller Narren von Jean Poiret, eine Produktion der Komödie am Altstadtmarkt in Braunschweig, in der Rolle der Mme Dieulafoi auf Deutschland-Tournee.
Für das Fernsehen stand Nagy in Nebenrollen vor der Kamera, u. a. in den TV-Serien Heldt und Sankt Maik. Sie lebt in Köln.